# Théo Leoni
Théo Leoni, né le 21 avril 2000 à Marcinelle en Belgique, est un footballeur belge, d'origine italienne, qui joue au poste de milieu de terrain au RSC Anderlecht.

## Biographie

### En club
Théo Leoni commence à jouer au football à six ans et demi. Habitant la région de Marcinelle à l'époque, son père l'inscrit au Sporting de Charleroi où il se fait remarquer d'emblée.
À l'âge de onze ans, il quitte le centre de formation d'un Sporting pour un autre, celui du RSC Anderlecht, où il côtoie Remco Evenepoel de 2014 à 2016 et signe son premier contrat professionnel en septembre 2017. En juin 2021, Leoni, qui fait désormais partie du noyau A depuis qu'il y a été appelé par Vincent Kompany en 2019, mais n'a pas encore fait ses débuts officiels en équipe première du club, prolonge son contrat jusqu'en 2022. Alors qu'il est capitaine des espoirs d'Anderlecht, il prolonge son contrat jusqu'en 2024 en décembre 2021.
Le 14 août 2022, Leoni fait enfin ses débuts professionnels lors de la première journée de la saison 2022-2023, Robin Veldman (nl) le titularise contre le KMSK Deinze (partage, 0-0) sous le maillot des RSCA Futures, l'équipe U23 d'Anderlecht, qui évolue en Division 1B à partir de cette saison.
Le 30 octobre 2022, il fait ses débuts dans l'équipe première d'Anderlecht à 22 ans. Robin Veldman, alors entraîneur intérimaire, le fait entrer en jeu à la 75e minute face à la KAS Eupen (victoire, 4-2),. Il connait sa première titularisation une semaine plus tard, lors du partage 0-0 face à l'Antwerp.
En mai 2023, il signe un nouveau contrat de trois saisons jusqu'en 2026.
Le 27 août 2023, Theo Leoni inscrit son premier but pour le Sporting d'Anderlecht lors de la rencontre de championnat face au Sporting de Charleroi, son ancien club, ouvrant ainsi le score pour son équipe. Anderlecht remporte la partie sur le score final de 2 buts à 1.

## Statistiques

### En club
| Saison                | Club                  | Championnat           | Championnat | Championnat | Championnat | Coupe(s) nationale(s) | Coupe(s) nationale(s) | Coupe(s) nationale(s) | Compétition(s) continentale(s) | Compétition(s) continentale(s) | Compétition(s) continentale(s) | Compétition(s) continentale(s) | Autres compétitions | Autres compétitions | Autres compétitions | Autres compétitions | Total | Total | Total |
| Saison                | Club                  | Division              | M.          | B.          | P.d.        | M.                    | B.                    | P.d.                  | Comp.                          | M.                             | B.                             | P.d.                           | Comp.               | M.                  | B.                  | P.d.                | M.    | B.    | P.d.  |
| 2022-2023             | RSCA Futures          | Division 1B           | 15          | 1           | 4           | -                     | -                     | -                     | -                              | -                              | -                              | -                              | PO                  | 4                   | 0                   | 0                   | 19    | 1     | 4     |
| 2022-2023             | RSC Anderlecht        | Division 1A           | 6           | 0           | 0           | 1                     | 0                     | 0                     | C4                             | 0                              | 0                              | 0                              | -                   | -                   | -                   | -                   | 7     | 0     | 0     |
| 2023-2024             | RSC Anderlecht        | Division 1A           | 28          | 3           | 7           | 2                     | 0                     | 0                     | -                              | -                              | -                              | -                              | PO1                 | 9                   | 2                   | 0                   | 39    | 5     | 7     |
| 2024-2025             | RSC Anderlecht        | Division 1A           | 22          | 2           | 0           | 4                     | 0                     | 0                     | C3                             | 10                             | 1                              | 1                              | PO1                 | 6                   | 0                   | 2                   | 42    | 3     | 3     |
| Sous-total            | Sous-total            | Sous-total            | 56          | 5           | 7           | 7                     | 0                     | 0                     | -                              | 10                             | 1                              | 1                              | -                   | 15                  | 2                   | 2                   | 88    | 8     | 10    |
| Total sur la carrière | Total sur la carrière | Total sur la carrière | 71          | 6           | 11          | 7                     | 0                     | 0                     | -                              | 10                             | 1                              | 1                              | -                   | 19                  | 2                   | 2                   | 107   | 9     | 14    |